# Пінгвін
Пінгві́н (Spheniscus) — рід птахів родини пінгвінових. Поширені на півдні Африки, в Чилі, Аргентині та на Галапагоських островах.

## Види
Рід складається з 4 сучасних видів:
- Пінгвін африканський (Spheniscus demersus)
- Пінгвін галапагоський (Spheniscus mendiculus)
- Пінгвін Гумбольдта (Spheniscus humboldti)
- Пінгвін магеланський (Spheniscus magellanicus)

Викопні види:
- Kumimanu fordycei[2][3]
- Spheniscus anglicus
- Spheniscus chilensis
- Spheniscus megaramphus
- Spheniscus muizoni
- Spheniscus urbinai